# Allée Pernette-du-Guillet
L'allée Pernette-du-Guillet est une voie située dans le 19e arrondissement de Paris, en France.

## Origine du nom

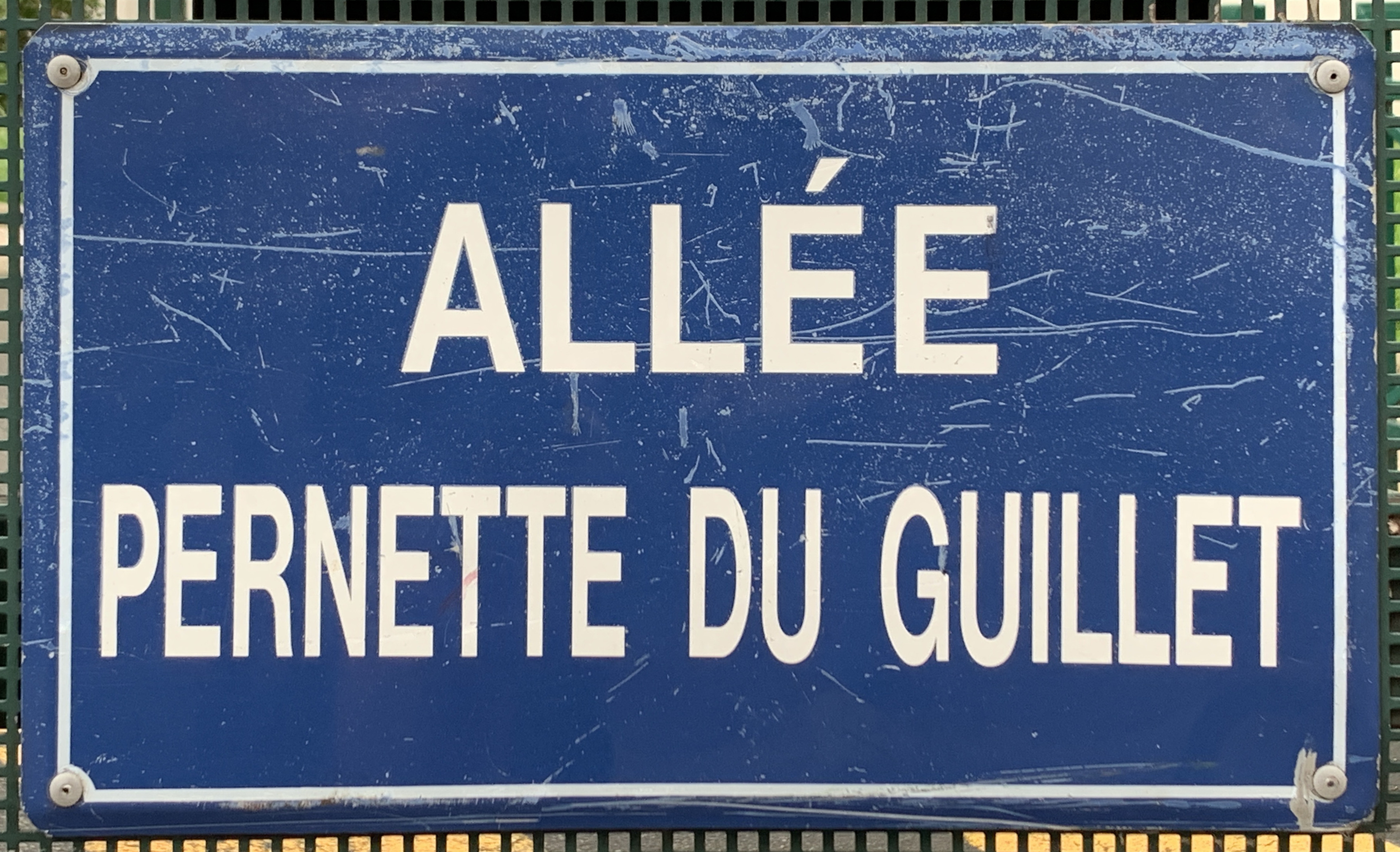
Plaque de l'allée.

L'odonyme rend hommage à la poétesse française de la Renaissance Pernette du Guillet (1520-1545). Elle fut, comme Louise Labé (qui donne son nom à une allée privée voisine), disciple du poète Maurice Scève au sein de l’École de Lyon. 